# Ewangelia

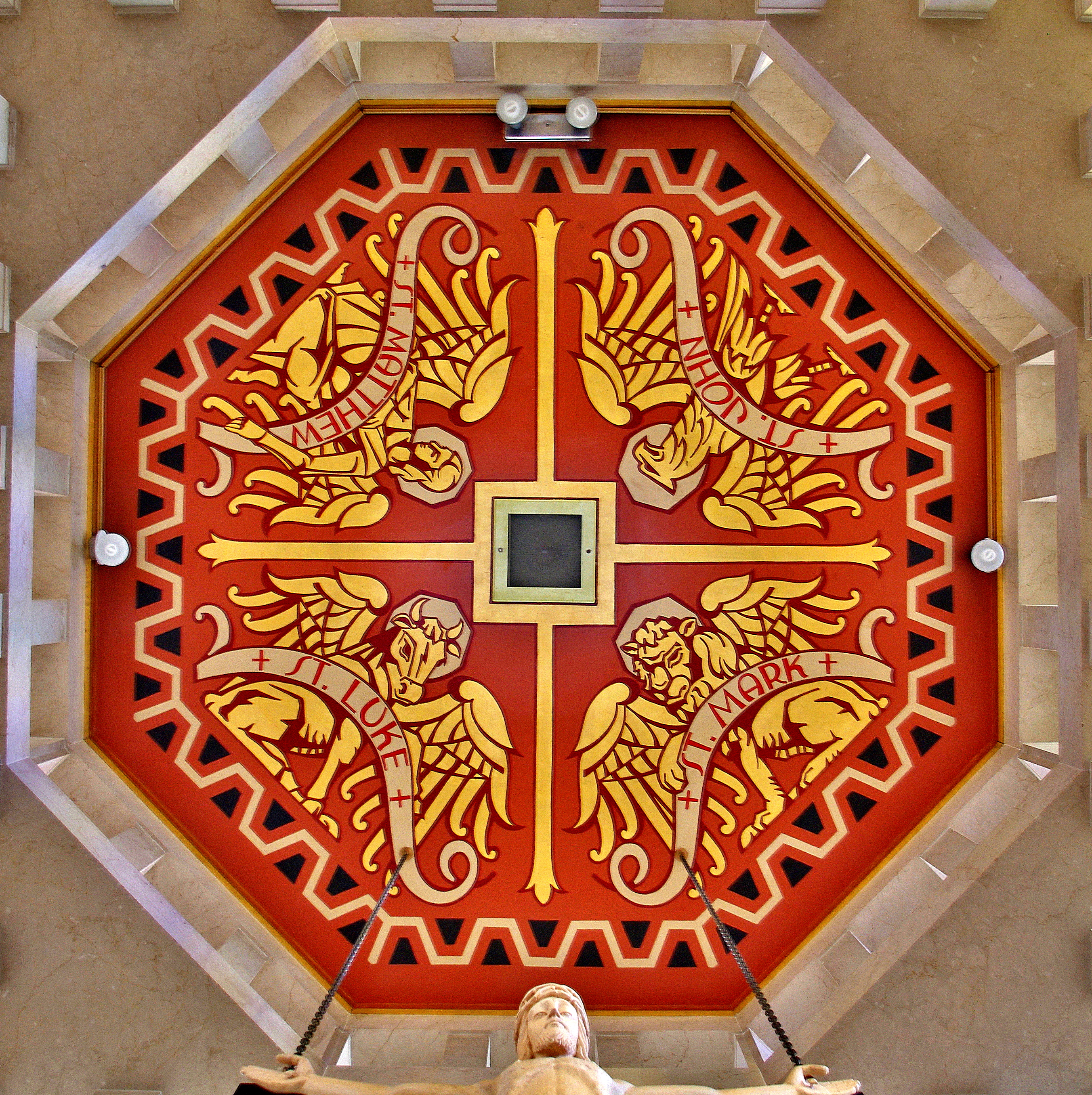
Symbole ewangelistów, Kościół św. Katarzyny ze Sieny, Columbus, Ohio, Stany Zjednoczone

Ewangelia (z gr. εὐαγγέλιον, euangelion, dosł. „dobra nowina”) – termin wieloznaczny:
- w pierwotnym chrześcijaństwie termin ten oznaczał przepowiadanie zbawczego wydarzenia nadejścia Królestwa Bożego i pojawienia się Jezusa z Nazaretu jako oczekiwanego mesjasza. Centralnym tematem był kerygmat o tajemnicy paschalnej, śmierci i zmartwychwstaniu Chrystusa uroczyście wspominanych w liturgii przez Kościół Chrystusa[1];
- w drugim, najbardziej rozpowszechnionym dziś znaczeniu ewangelia to dzieło pisane mówiące o Jezusie Chrystusie lub jego fragment czytany w trakcie liturgii słowa[2]. Nie licząc apokryfów, nazwę tę noszą cztery księgi Nowego Testamentu: Ewangelie synoptyczne Mateusza, Marka, Łukasza oraz Ewangelia Jana;
- słowo to występowało także w Grece pozabiblijnej, jako dobra wiadomość (Luc.). U Homera zostało użyte w sensie nagrody dla osoby przynoszącej dobrą wieść: „niech mi to będzie ewangelion” (εὐαγγέλιον δέ μοι ἔστω)[3]. Znane było także w imperium rzymskim. Pax romana, wydarzenia z życia cesarza, boga i zbawcy, uważane były za swoiste ewangelie. Jednak ewangelia czy ewangelizowanie w Nowym Testamencie mają swe korzenie w Biblii hebrajskiej, gdzie oznaczały zapowiadanie zbawienia[4].

## Ewangelia jako przepowiadanie
Najstarszym znaczeniem greckiego słowa „ewangelion” (gr. εὐαγγέλιον, pol. „dobra nowina”) w Nowym Testamencie jest głoszenie zbawiennego wydarzenia. Termin ten stosował już prorok Izajasz w swej Księdze, rozdz. 40,9 oraz 61,1. Ta „zwiastowana po górach” dobra nowina była, w rozumieniu proroka, skierowana do wszystkich narodów (Iz 52,10, por. Ps 96,2: εὐαγγελίζεσθε... τὸ σωτήριον αὐτοῦ, głoście... Jego zbawienie /LXX/)
W całym Nowym Testamencie słowo ewangelia jest tożsame z głoszeniem, kerygmatem o śmierci i zmartwychwstaniu Chrystusa. W ujęciu Ewangelii Marka określa ono przekazywanie wieści, nauczanie o nowym sensie tego wydarzenia historycznego, jakim było spotkanie Jezusa – dla tych, którzy Go znali podczas Jego ziemskiego życia. W rozumieniu teologii chrześcijańskiej, misterium paschalne, śmierć i zmartwychwstanie Chrystusa było wydarzeniem konstytutywnym dla wspólnoty apostolskiej pierwotnego Kościoła. Przepowiadanie o pokonaniu śmierci przez Jezusa, zgodnie z pierwotnym nauczaniem chrześcijańskim ustanowionego „Panem i Mesjaszem” (Dzieje Apostolskie 2,36) – było ukazywaniem dobra, które wynikło ostatecznie z cierpienia, niepewności i zamętu często doświadczanych przez uczniów Jezusa wtedy, gdy chodzili za nim w czasie jego publicznej działalności. Takie znaczenie ma słowo „ewangelia” w pierwszym zdaniu Ewangelii Marka: 

Początek Ewangelii Jezusa Chrystusa, Syna Bożego

W tym samym znaczeniu słowo to pojawia się w Mk 1,14-15:

Gdy Jan został uwięziony, Jezus przyszedł do Galilei i głosił Ewangelię Bożą. Mówił: Czas się wypełnił i bliskie jest królestwo Boże. Nawracajcie się i wierzcie w Ewangelię!" (BT)

Jak zauważył Louis Bouyer, termin ewangelia jako dobra nowina w różnych pismach Nowego Testamentu jest ekwiwalentem znaczenia nadanego „Słowu”. „Słowo” w najstarszych pismach Nowego Testamentu oznacza samego Jezusa. Jezus-Logos w swej śmierci oraz zmartwychwstaniu – a także we wszystkich wydarzeniach, które związane były z Jego pojawieniem się, i które można uznać za zbawienne – sam jest ostatecznym głoszeniem eschatologicznego Królestwa samego Boga przybywającego, aby ustanowić swoje panowanie. Ewangelią w rozumieniu Nowego Testamentu był więc przede wszystkim sam Jezus (por. Mk 1, 1). Zwiastun ewangelii stał się Ewangelią. Łukasz mówił o aniołach zapowiadających jako Dobrą Nowinę narodziny Jezusa (Łk 2,10n). Ewangelista Marek podkreślał, że razem z Nim przychodzi na świat Królestwo Boże (Mt 12, 28). Jezus obiecywał, że jeśli ktoś „ze względu na mnie i na Ewangelię” zostawi swoje partykularne, naturalne życie rodzinne, własności i otworzy się na Królestwo – otrzyma stokoroć więcej relacji rodzinnych, własności itp. w życiu doczesnym i życie wieczne w „w czasie przyszłym” (Mk 10,29-30). Tłumy gromadziły się wokół Jezusa jako Zwiastuna Dobrej Nowiny, pragnąc zatrzymać go przy sobie. Jezus jednak rozumiał swą misję szerzej: „Także innym miastom trzeba głosić Ewangelię o Królestwie Bożym, bo na to zostałem posłany" (Łk 4, 43).

### Paweł jako głosiciel Ewangelii
Nowy Testament zawiera wiele fragmentów mówiących o kontynuacji głoszenia Ewangelii przez uczniów Jezusa. Według Ewangelii Marka, Jezus w czasie swej publicznej działalności w mowach eschatologicznych zapowiadał, że Ewangelia ma być głoszona „wszystkim narodom” (Mk 13, 10). A jako zmartwychwstały nakazał swoim apostołom, aby „szli na cały świat i głosili Ewangelię wszelkiemu stworzeniu” (Mk 16,15). Nakaz ten wypełnił w szczególny sposób Paweł z Tarsu. W listach wiele mówił o swym zaangażowaniu w Ewangelię. Bóg „odłączył go dla Ewangelii” (Rz 1,1). Objawił mu swojego Syna, „aby Go głosił (dosł. ewangelizował o nim) między poganami” (Gal 1, 15 n). „Powierzył mu Ewangelię" (1 Tes 2, 4). Jako sługa Ewangelii (Kol 1,23), Paweł czuł się zobowiązany do jej głoszenia (1 Kor 9,16), wypełniając „świętą funkcję” (Rz 15, 16) i oddając Bogu cześć duchową: 

Bóg, którego czczę w swoim duchu przy głoszeniu ewangelii Jego Syna, jest mi świadkiem, że nieustannie pamiętam o was” (Rz 1, 9 /Popowski 2000/).

Ewangelia głoszona przez Pawła miała za punkt centralny śmierć i zmartwychwstanie Chrystusa (1 Kor 15, 1-5). Była przepojona eschatologicznym oczekiwaniem paruzji, przyjścia Chrystusa (1 Kor 15, 22-28). Dla Pawła ważnym było to, że Ewangelia ma swe korzenie w Izraelu starotestamentalnym. Jest bowiem „objawieniem tajemnicy dla dawnych wieków ukrytej, teraz jednak ujawnionej i przez pisma prorockie na rozkaz odwiecznego Boga obwieszczonej wszystkim narodom" (Rz 16,25n). Obietnica dana Abrahamowi, o tym, że w nim „będą błogosławione wszystkie narody” była swoistą pra-ewangelią, która spełniła się w nawróceniu pogan przyjmujących wiarę w Jezusa-Mesjasza (Gal 3, 8; Ef 3, 6; por. Rdz 12,3).

## Ewangelie jako księgi Nowego Testamentu
Termin Ewangelia jest także określeniem gatunku literatury stosowanej, pisma chrześcijańskiego opisującego życie, śmierć i zmartwychwstanie Jezusa Chrystusa. Ewangelie kanoniczne wchodzą w skład Nowego Testamentu. Współczesne kościoły chrześcijańskie za natchnione uznają cztery ewangelie, powstałe prawdopodobnie w następujących latach:
- Ewangelia według św. Marka: ok. 68–73 r.[7] lub  ok. 65-70[8]
- Ewangelia według św. Mateusza: ok. 70–100[7] lub ok. 80-85[8]. Niektórzy badacze utrzymują, że powstała przed rokiem 70.
- Ewangelia według św. Łukasza: ok. 80–100, większość badaczy podaje rok 85[7] lub ok. 80-85[8]
- Ewangelia według św. Jana: ok. 90-100[8] lub ok. 90–110[9]. Przeważa pogląd, że Ewangelia ta była pisana etapami, więc nie ma konkretnej daty opracowania całości.

Skład ten ukształtował się prawdopodobnie w pierwszej połowie II wieku. W pismach patrystycznych po raz pierwszy określenie ewangelia w stosunku do utworu pojawia się w pismach Justyna. Ok. 170 r. Tacjan napisał „Harmonię czterech Ewangelii” zwaną „Diatessaron”, po nim harmonie ewangelii tworzyli też inni autorzy. W drugiej połowie II wieku cztery ewangelie wymienia tzw. kanon Muratoriego oraz Tertulian, a Ireneusz z Lyonu ok. 180 r. jest przekonany o świętości jedynie czterech ewangelii.
Istnieje wiele teorii dotyczących czasu powstania poszczególnych ewangelii oraz zależności między nimi. Powszechnie uznaje się, że trzy ewangelie – według św. św.  Łukasza, Marka i Mateusza (tzw. ewangelie synoptyczne) – są ze sobą bliżej związane niż z Ewangelią według św. Jana: często używają podobnych sformułowań, mówią o podobnych wydarzeniach i stosują podobną aranżację tekstu. Wnioskuje się zatem, że ewangeliści ci korzystali ze wspólnego źródła, albo autorzy późniejszych ewangelii synoptycznych wykorzystywali wcześniejsze z nich.
Według hipotezy dwuźródłowej powstania ewangelii, jako pierwsza z trójki powstała Ewangelia według św. Marka, pozostali dwaj ewangeliści korzystali z niej oraz z innego wspólnego źródła (to hipotetyczne źródło jest nazywane Ewangelią Q – od niemieckiego Quelle – źródło). Najpoważniejszym problemem tej hipotezy jest fakt, że Ewangelia Q, jeśli istniała, zaginęła bardzo wcześnie, gdyż nie ma żadnych zapisów wczesnochrześcijańskich odnoszących się do dokumentu z wyjątkiem dość enigmatycznego stwierdzenia Papiasza z II wieku, które może być w ten sposób interpretowane. Kontrowersyjnym dokumentem uważanym przez niektórych za potwierdzenie tej hipotezy jest Ewangelia Tomasza, która zawiera wiele sformułowań wspólnych dla Łukasza i Mateusza, nie występujących w Ewangelii według św. Marka. Interpretowane jest to na dwa sposoby – albo pismo to powstało bardzo wcześnie i Tomasz również korzystał z Q, co byłoby silnym argumentem za istnieniem Q, albo też powstał bardzo późno i korzystał z ewangelii według św. Łukasza i według św. Mateusza. Obie te hipotezy mają swoich zwolenników.
Istnieje wiele innych hipotez, które z grubsza można pogrupować według liczby dodatkowych dokumentów, których istnienie postulują. Te które tworzą najmniej lub nie tworzą ich wcale, nie wyjaśniają wszystkich zależności między ewangeliami synoptycznymi; te które tworzą kilka lub nawet kilkanaście takowych wchodzą w trudne do zweryfikowania spekulacje.
Każda z ewangelii przeprowadza własną myśl teologiczną i liczy się z potrzebami środowiska, dla którego jest przeznaczona, troszcząc się bardziej o objaśnienie zasad wiary chrześcijańskiej niż o historyczne szczegóły.

## Apokryfy
Pozostałe pisma starożytne, przedstawiające życie Jezusa, określa się jako ewangelie apokryficzne. Spośród nich najbardziej znana jest Ewangelia Tomasza. W latach 70. XX w. w Egipcie odnaleziony został tekst Ewangelii Judasza. Rękopis, datowany metodą radiowęglową na III-IV w., został napisany w języku koptyjskim, jednej z późnych odmian języka egipskiego, którą posługiwali się egipscy chrześcijanie. Ewangelia opisuje Judasza jako wysłannika bożego, który miał wydać Jezusa na jego własne życzenie. O ewangelii tej pisał w II wieku pierwszy biskup Lyonu, święty Ireneusz, określając ją jako fałszywą. Rękopis po odnalezieniu przez pewien czas znajdował się w Szwajcarii, potem przez 20 lat w USA. Dopiero w 2001 r. rozpoczęto jego odczytywanie. Źródła wspominają także o ewangeliach: Andrzeja, Bazylidesa i Cerynta, jednak tekst żadnej z nich nie zachował się do naszych czasów.

## Wybrana bibliografia
- Z. Abramowiczówna: εὐ-αγγέλιον. W: Tenże: Słownik grecko-polski. T. 2. PWN, 1960, s. 326.
- Donatien Mollat SJ: Ewangelia. W: Słownik teologii biblijnej. X. Léon-Dufour (red.), K. Romaniuk (tłum. i oprac.). Wyd. 4. Poznań: Pallottinum, 1994, s. 271–274.
- Louis Bouyer: Syn Przedwieczny. Wiesława Dzieża, Piotr Rak (przekład). Kraków: Wydawnictwo M, 2000.
- Anna Świderkówna: Rozmowy o Biblii. Warszawa: PWN, 2003. Brak numerów stron w książce